# Harry Pappas
Harry J. Pappas (* 1932/1933 in Webster, Massachusetts; † 5. März 2011 in Fort Lauderdale) war ein US-amerikanischer Basketballtrainer.

## Laufbahn
Pappas besuchte als Schüler die Bartlett High School in seinem Heimatort Webster, dann die Wilbraham Academy (ebenfalls im US-Bundesstaat Massachusetts). Er nahm als Soldat der US-Luftwaffe am Koreakrieg teil.
Pappas studierte am Nichols College in Dudley (Massachusetts) sowie von 1958 bis 1960 an der Appalachian State University in North Carolina und gehörte an beiden Hochschulen als Spieler den Basketballmannschaften an.
Als Basketballtrainer und Mathematik-Lehrer war der Vater von zwei Söhnen am Brandywine Junior College in Wilmington (Delaware) und anschließend als Trainer am Nichols College tätig.
Von 1975 bis 1977 trainierte er den griechischen Erstligisten Aris Thessaloniki, nahm mit der Mannschaft in der Saison 1976/77 auch am europäischen Vereinswettbewerb Korać-Cup teil. Zwischen 1978 und 1980 arbeitete er als Trainer an der Cardinal Gibbons High School im US-Bundesstaat Florida.
Pappas war ab Saisonbeginn 1982/83 Trainer des deutschen Bundesligisten MTV Wolfenbüttel, Ende November 1982 wurde er von den Niedersachsen beurlaubt und von seinem bisherigen Co-Trainer Klaus Nürnberger abgelöst.
In der Saison 1983/84 war Pappas wiederum in Griechenland tätig, er betreute PAOK Thessaloniki, er war mit der Mannschaft auch im Korać-Cup vertreten.